# FK Amkar Perm
FK Amkar Perm (ryska:Футбо́льный клуб "Амка́р" Пермь) är en rysk fotbollsklubb från Perm, vilket gör den till det mest östliga laget i Europa. Klubben grundades 1993 och spelar sina hemmamatcher på Zvezda Stadium. De spelar i den högsta ryska divisionen Ryska Premier League.

## Historia
Amkar grundades 5 maj 1993 efter att några arbetare från Perms mineralfabrik spelade sin första match i Perms lokala cup. Namnet kommer från de två huvudämnena som produceras i fabriken, ammoniak och urea(ryska:«аммиак» и «карбамид»). Året därefter blev de mästare i Perm oblast. 
2009 kom Amkar på en överraskande fjärdeplats i ligan. De kom då till europakval, men de förlorade mot Fulham och missade därför gruppspelet. 
Amkars resultat de senaste åren:
| År   | Division | Plats | V  | L  | F  | Mål    | Bästa målskytt            |
| ---- | -------- | ----- | -- | -- | -- | ------ | ------------------------- |
| 1995 | Tredje   | 2     | 17 | 5  | 4  | 50-15  | A. Talipov (11)           |
| 1996 | Andra    | 3     | 28 | 9  | 5  | 86-31  | K. Paramonov (34)         |
| 1997 | Andra    | 2     | 24 | 11 | 5  | 69-21  | K. Paramonov (14)         |
| 1998 | Andra    | 1     | 34 | 2  | 1  | 100-12 | K. Paramonov (30)         |
| 1999 | Första   | 6     | 20 | 10 | 12 | 65-49  | K. Paramonov (23)         |
| 2000 | Första   | 6     | 17 | 9  | 12 | 53-38  | K. Paramonov (17)         |
| 2001 | Första   | 4     | 16 | 8  | 10 | 46-29  | K. Paramonov (11)         |
| 2002 | Första   | 6     | 15 | 9  | 10 | 45-31  | K. Paramonov (14)         |
| 2003 | Första   | 1     | 25 | 12 | 5  | 50-20  | K. Paramonov (21)         |
| 2004 | RPL      | 11    | 6  | 12 | 12 | 27-42  | A. Sjutov (4)             |
| 2005 | RPL      | 12    | 7  | 12 | 11 | 25-36  | S. Volkov (5)             |
| 2006 | RPL      | 13    | 8  | 11 | 11 | 22-36  | J. Savin (6)              |
| 2007 | RPL      | 8     | 10 | 11 | 9  | 30-27  | M. Kusjev (10)            |
| 2008 | RPL      | 4     | 14 | 9  | 7  | 31-22  | M. Kusjev (9)             |
| 2009 | RPL      | 13    | 8  | 9  | 13 | 27-37  | M. Kusjev (8)             |
| 2010 | RPL      | 14    | 8  | 6  | 16 | 24-36  | G. Peev (4) S. Ristic (4) |